# Список губернаторов Южной Австралии
Губерна́тор Ю́жной Австра́лии (англ. Governor of South Australia) является представителем монарха Австралии (в настоящее время — короля Карла III) в Южной Австралии. Губернатор штата назначается монархом Австралии по представлению премьера Южной Австралии.

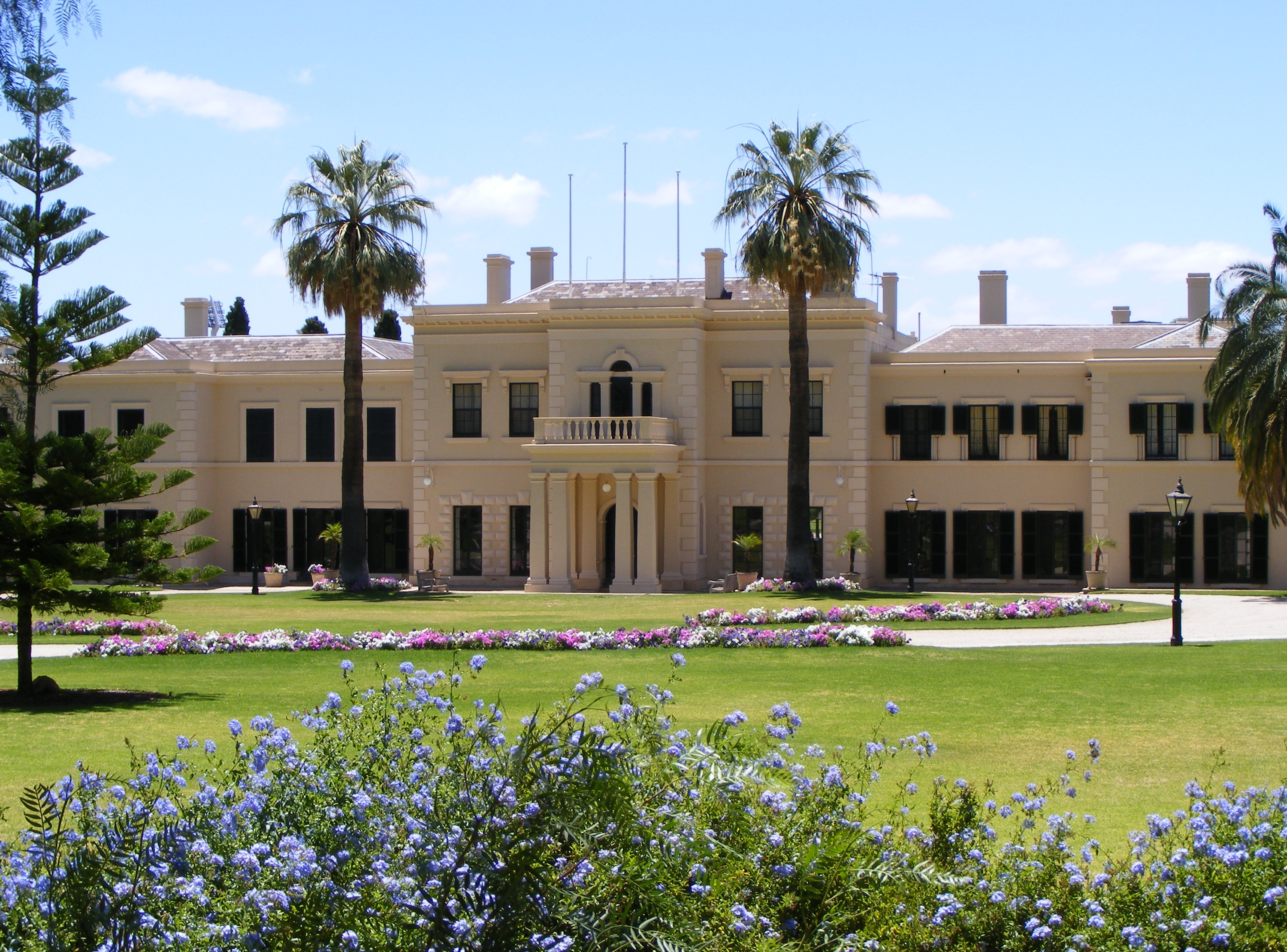
Дом правительства в Аделаиде

Расположение Южной Австралии на карте Австралии

Основная роль губернатора Южной Австралии заключается в контроле за выполнением основных положений конституции штата и демократичностью функционирования парламентарной системы. Хотя управление исполнительной властью в штате остаётся за премьером и правительством Южной Австралии, губернатор наделён правом распускать парламент и объявлять внеочередные выборы, назначать или отправлять в отставку министров, судей, а в исключительных случаях даже и самого́ премьера.
Официальной резиденцией губернатора Южной Австралии является Дом правительства (англ. Government House) в Аделаиде. Его строительство было начато в конце 1830-х годов, а частичное использование началось в 1840 году.
Первым губернатором Южной Австралии стал Джон Хайндмарш, вступивший в эту должность 28 декабря 1836 года. В XIX и XX веках большинство губернаторов Южной Австралии были уроженцами Великобритании. Первым губернатором, родившимся в Австралии, стал Джеймс Харрисон, находившийся на этом посту в 1968—1971 годах, а первым губернатором, родившимся на территории Южной Австралии — физик-экспериментатор Марк Олифант, занимавший эту должность в 1971—1976 годах. Дуглас Николлс, вступивший в должность 1 декабря 1976 года, стал первым в истории губернатором австралийского штата, происходившим из австралийских аборигенов.
Рома Митчелл, вступившая в должность 6 февраля 1991 года, стала первой женщиной-губернатором, причём не только в Южной Австралии, но и среди всех штатов Австралии. Второй женщиной на посту губернатора Южной Австралии стала двукратная чемпионка летних Олимпийских игр 1952 года (по бегу на 100 м и 200 м) Марджори Джексон-Нельсон, находившаяся на этой должности в 2001—2007 годах.
1 сентября 2014 года губернатором Южной Австралии был назначен Хьеу Ван Ле. Он стал первым в мире губернатором вьетнамского происхождения, когда-либо назначенным на такую должность британским монархом.

## Губернаторы
| #  | Имя, годы жизни                                              | Портрет | Начало          | Окончание          | Примечания            |
| -- | ------------------------------------------------------------ | ------- | --------------- | ------------------ | --------------------- |
| 1  | Джон Хайндмарш John Hindmarsh 1785—1860                      |         | 28 декабря 1836 | 16 июля 1838       | [ 9 ]                 |
| 2  | Джордж Гоулер George Gawler 1795—1869                        |         | 17 октября 1838 | 15 мая 1841        | [ 10 ]                |
| 3  | Джордж Грей George Grey 1812—1898                            |         | 15 мая 1841     | 25 октября 1845    | [ 11 ]                |
| 4  | Фредерик Роуб Frederick Robe 1802—1871                       |         | 25 октября 1845 | 2 августа 1848     | [ 12 ]                |
| 5  | Генри Янг Henry Young 1803—1870                              |         | 8 августа 1848  | 20 декабря 1854    | [ 13 ] [ 14 ] [ K 1 ] |
| 6  | Ричард Грейвс Макдоннелл Richard Graves MacDonnell 1814—1881 |         | 8 июня 1855     | 4 марта 1862       | [ 16 ]                |
| 7  | Доминик Дейли Dominick Daly 1798—1868                        |         | 4 марта 1862    | 19 февраля 1868    | [ 17 ] [ K 2 ]        |
| 8  | Джеймс Фергюссон James Fergusson 1832—1907                   |         | 16 февраля 1869 | 18 апреля 1873     | [ 18 ]                |
| 9  | Энтони Масгрейв Anthony Musgrave 1828—1888                   |         | 9 июня 1873     | 29 января 1877     | [ 19 ] [ K 3 ]        |
| 10 | Уильям Джарвис William Jervois 1821—1897                     |         | 2 октября 1877  | 9 января 1883      | [ 20 ]                |
| 11 | Уильям Робинсон William C. F. Robinson 1834—1897             |         | 19 февраля 1883 | 5 марта 1889       | [ 21 ]                |
| 12 | Элджернон Кейт-Фалконер Algernon Keith-Falconer 1852—1930    |         | 11 апреля 1889  | 10 апреля 1895     | [ 22 ]                |
| 13 | Томас Бакстон Thomas Buxton 1837—1915                        |         | 29 октября 1895 | 29 марта 1899      | [ 23 ]                |
| 14 | Холлам Теннисон Hallam Tennyson 1852—1928                    |         | 10 апреля 1899  | 17 июля 1902       | [ 24 ]                |
| 15 | Джордж Ле Хант George Le Hunte 1852—1925                     |         | 1 июля 1903     | 18 февраля 1909    | [ 25 ]                |
| 16 | Дэй Босанкет Day Bosanquet 1843—1923                         |         | 18 февраля 1909 | 22 марта 1914      | [ 26 ]                |
| 17 | Генри Голуэй Henry Galway 1859—1949                          |         | 18 апреля 1914  | 30 апреля 1920     | [ 27 ]                |
| 18 | Арчибальд Уайгалл Archibald Weigall 1874—1952                |         | 9 июня 1920     | 30 мая 1922        | [ 28 ]                |
| 19 | Том Бриджес Tom Bridges 1871—1939                            |         | 4 декабря 1922  | 4 декабря 1927     | [ 29 ]                |
| 20 | Александр Хоур-Ратвен Alexander Hore-Ruthven 1872—1955       |         | 14 мая 1928     | 26 апреля 1934     | [ 30 ]                |
| 21 | Уинстон Дуган Winston Dugan 1876—1951                        |         | 28 июля 1934    | 23 февраля 1939    | [ 31 ]                |
| 22 | Малкольм Баркли-Харви Malcolm Barclay-Harvey 1890—1969       |         | 12 августа 1939 | 26 апреля 1944     | [ 32 ]                |
| 23 | Чарльз Норри Charles Norrie 1893—1977                        |         | 19 декабря 1944 | 19 июня 1952       | [ 33 ]                |
| 24 | Роберт Джордж Robert George 1896—1967                        |         | 23 февраля 1953 | 7 марта 1960       | [ 34 ]                |
| 25 | Эдрик Бастян Edric Bastyan 1903—1980                         |         | 4 апреля 1961   | 1 июня 1968        | [ 35 ]                |
| 26 | Джеймс Харрисон James Harrison 1912—1971                     |         | 4 декабря 1968  | 16 сентября 1971   | [ 36 ]                |
| 27 | Марк Олифант Mark Oliphant 1901—2000                         |         | 1 декабря 1971  | 30 ноября 1976     | [ 37 ] [ 38 ]         |
| 28 | Дуглас Николлс Douglas Nicholls 1906—1988                    |         | 1 декабря 1976  | 30 апреля 1977     | [ 4 ] [ 39 ]          |
| 29 | Кит Симен Keith Seaman 1920—2013                             |         | 1 сентября 1977 | 28 марта 1982      | [ 40 ]                |
| 30 | Дональд Данстан Donald Dunstan 1923—2011                     |         | 23 апреля 1982  | 5 февраля 1991     | [ 41 ]                |
| 31 | Рома Митчелл Roma Mitchell 1913—2000                         |         | 6 февраля 1991  | 21 июля 1996       | [ 5 ] [ 42 ]          |
| 32 | Эрик Нил Eric Neal род. 1924                                 |         | 22 июля 1996    | 3 ноября 2001      | [ 43 ]                |
| 33 | Марджори Джексон-Нельсон Marjorie Jackson-Nelson род. 1931   |         | 3 ноября 2001   | 31 июля 2007       | [ 6 ]                 |
| 34 | Кевин Скарс Kevin Scarce род. 1952                           |         | 8 августа 2007  | 7 августа 2014     | [ 44 ]                |
| 35 | Хьеу Ван Ле Hieu Van Le род. 1954                            |         | 1 сентября 2014 | 31 августа 2021    | [ 7 ] [ 8 ]           |
| 36 | Фрэнсис Адамсон Frances Adamson род. 1961                    |         | 7 октября 2021  | по настоящее время | [ 45 ]                |

## Комментарии
1. ↑  В 1854—1855 годах обязанности губернатора исполнял Бойл Трэверс Финнисс[англ.] (1807—1893)[15].
2. ↑  В 1868—1869 годах обязанности губернатора исполнял Фрэнсис Хамли[англ.] (1815—1876)[15].
3. ↑  В 1877 году обязанности губернатора исполнял Уильям Кэрнс (1828—1888)[15].